# だからワタシを座らせて。通勤電車で座る技術!
『だからワタシを座らせて。通勤電車で座る技術!』（だからわたしをすわらせて つうきんでんしゃですわるぎじゅつ）は、2006年10月7日に公開された日本映画。主演は、田村英里子。
本作は、通勤電車で座るハウツー本「通勤電車で座る技術!」が原作の映画作品。通勤時に乗客たちの座席を巡る攻防や、座席を確保する方法などが描かれている。また、同じ路線を通勤電車として使う4人に焦点を当て、2組の男女のふれあいを描いたドラマでもある。
本作では、京王線(京王八王子駅～新宿駅間)が使われており、作中の冒頭で表示される路線の主な駅として京王八王子駅、平山城址公園駅、高幡不動駅、百草園駅、聖蹟桜ヶ丘駅、府中駅、調布駅、明大前駅、新宿駅が挙げられている。

## ストーリー
同じ会社の違う部署で働く気位貴子、原田太、白鳥涼子、逸見大輔の4人は、お互いほとんど面識はなかったが全員同じ京王線を通勤電車として利用している。年齢も立場も違う4人だったが「通勤電車に座って乗りたい」という願いは同じで、それぞれ如何にして通勤電車で座席を確保するかを模索していた。ある日、朝の通勤電車内で立っていた逸見は気分が悪くなり、同じ車両にいた貴子に連れられ途中下車し、持病を告白すると親切にしてくれたことで親しくなる。一方、その日も通勤電車の座席争奪戦に敗れた涼子は、たまたまその様子を見ていた原田から「座席に座る技術を教えてあげよう」と声をかけられる。
逸見は病気に理解を示してくれる貴子という知り合いができて勇気づけられるが、席を譲ってもらうことに躊躇し病気と格闘する日々が続く。当初原田のことを胡散臭く感じる涼子だったが、アドバイスを色々と教わる内に徐々に知識を得て彼を信頼するようになる。ある夜の会社帰りに運良く電車に座れた貴子は、次の駅から乗り込んできたおじさんに目の前に立たれるがとても疲れていたため席を譲らなかった。外で食事をするため電車を降りた貴子は直後に恋人と会って喜ぶが、直前の電車に偶然乗り合わせていた彼から「貴子は、前からああいう冷たい所がある」と指摘されて関係がギクシャクしてしまう。

## キャスト
気位貴子（きぐらいたかこ）
演 - 田村英里子
31歳。最寄り駅は百草園駅。菱形商事秘書課所属。本人曰く「自分では優しい人柄だと思っているが女子社員から“お局様”と思われてるみたい」と自分がどう思われているかを気にしている。人間観察とデータ管理に長けている。独身で恋人がいるが今は恋愛よりやや仕事に重きを置いている。20代の頃と違い年齢から来る体の変化や、仕事と恋愛の両立など色々と悩みは尽きない。仕事で使用するため、英語が堪能。
原田太
演 - 六平直政
55歳。最寄り駅は平山城址公園駅。菱形商事生活産業課のシニアマネージャーで、大井から『SM(エスエム)』と呼ばれている。京王八王子駅から新宿駅間の定期券を使って通勤している。曲がったことが嫌いな性格。愛読書は、「通勤電車で座る技術！」という本で、通勤電車で座る知識を持っている。趣味は、女子ソフトボールの試合観戦で学生時代に活躍していた涼子を密かに応援していた。
白鳥涼子
演 - 朝倉えりか
22歳。最寄り駅は京王八王子駅。菱形商事エンタメ課所属。平日は毎朝目覚まし時計を複数かけているにもかかわらず遅刻常習者。朝の通勤電車に座ることに執念を燃やすが、座って通勤できたことがほとんどない。成人しているが子供っぽい見た目で、性格は負けず嫌いで度胸はあるがやや無鉄砲。特技は、ソフトボールで全日本大会に出場経験あり。ツインテールの髪型が特徴。
逸見大輔
演 - 松田優
35歳。最寄り駅は高幡不動駅。菱形商事宇宙航空課のミドルマネジャーで、部下からは『MM(エムエム)』と呼ばれている。過敏性腸症候群という持病を持ち、通勤電車で立っている時は必ずと言っていいほど便意を催すため、時間にはかなり余裕を持って行動している。趣味は、体を鍛える事。ガタイがいい割に神経が細い性格で、通勤時は常に体調の自己分析や周りの状況判断をしている。

### その他の人
大村早紀
演 - 吉井怜
秘書課所属の貴子の後輩社員。時々バーで手伝いをしている。綾小路の高校時代のテニス部の後輩。数年ぶりに綾小路との再会を喜び、貴子の恋人であることを知りながら彼にちょっかいを出そうとする。女性歌手デュオ・ぺぺの大ファン。
大井理屈
演 - 網本圭吾
生活産業課所属の原田の部下。仕事中は、原田とよく一緒に行動している。お調子者でややチャラチャラした性格。秘書課の若い女性社員の1人と親しい。自身も原田に通勤電車で座る方法を教わり始める。
（役名不明）
演 - 向井理
宇宙航空課所属の逸見の部下。逸見がいつも定時になるとすぐ帰ろうとするため、先輩社員と共に愛人の存在を疑い2人でからかう。
小田真理
演 - 銀粉蝶
朝の通勤電車に涼子と同じ駅から乗り込むおばさん。詳細は不明だが、他の乗客もいる中なぜか涼子をライバル視して席を取り合う。行動的で荒っぽい性格で他人に厳しい。若い頃に学生運動の最前線で戦ったことがあり、同世代らしき原田とはお互いのことを知る仲。
綾小路洋
演 - 高瀬秀司
貴子と付き合って3年目になる恋人。最近は貴子の仕事が忙しくて時々しか会えない状態。ぺぺのファンで、毎月早紀が働くバーに歌を聞きに行っている。
尾下知美
演 - 伊藤裕子（友情出演）
貴子が常連で通うマッサージ師。貴子から通勤電車で長時間立ちっぱなしで脚がむくむようになったと悩みを聞く。
Paix2（ペペ）
演 - Paix2(本人役)
女性歌手デュオ。作中のバーのシーンでステージゲスト歌手として登場し、歌を唄って場を盛り上げる。

## スタッフ
- 監督 - 市川徹
- プロデュース - 小美野昌史、武田千明
- 原作 - 万大(よろずはじめ[3])「通勤電車で座る技術!」（かんき出版刊）[4]
- 脚本 - 原田佳夏、市川徹
- 撮影 - 及川厚
- 音楽 - 高木隆次
- 美術 - 西村徹
- 編集 - 小美野昌史

### 主題歌・劇中歌
主題歌
- 唄：Paix2 with 通勤オールスターズ[3]「白い色は恋人の色」(1969年にベッツィ&クリスが歌った歌のカバー。作詞：北山修、作曲：加藤和彦

EDでPaix2や通勤オールスターズ(作中の役を演じる役者たち)が、フレーズごとに歌唱している映像が使われている。
劇中歌
- 唄：Paix2「OH！オメデトウ」

作中のバーのシーンで歌唱する。